# Ashoka Chakra
Ashoka Chakra (dosł. Czakra Aśoki, hindi अशोक चक्र) – najwyższe odznaczenie wojskowe Indii przyznawane w czasie pokoju. Jest odpowiednikiem orderu Param Vir Chakra nadawanego tylko w czasie wojny. Odznaczenie jest przyznawane przez rząd Indii zarówno personelowi wojskowemu jak i cywilom za „najbardziej wyraziste akty odwagi, waleczność i poświęcenie”.

## Opis
Medal został ustanowiony 4 stycznia 1952 roku przez prezydenta Indii jako „Ashoka Chakra, klasa I”, z ważnością od 15 sierpnia 1947 roku. Było to najwyższe z trzech odznaczeń za męstwo ustanowionych w tamtym czasie. W styczniu 1967 roku odznaczenie przemianowano na Ashoka Chakra, a pozostałe dwie klasy przemianowano odpowiednio na Kirti Chakra i Shaurya Chakra. Medal przyznawany jest dwa razy w roku – w Dniu Republiki i Dniu Niepodległości. Chociaż Ashoka Chakra znajduje się niżej medalu Param Vir Chakra w indyjskiej hierarchii odznaczeń państwowych, to uważany za jego odpowiednik nadawany w czasie pokoju. Każdej odznaczonej osobie przysługuje comiesięczny dodatek do pensji w wysokości 2800 rupi (ok. 33 dolary amerykańskie).

## Statut
Medal Ashoka Chakra może być przyznany każdemu żołnierzowi pełniącemu służbę w Indyjskich Siłach Zbrojnych, w tym Armii, Siłach Powietrznych i Marynarce Wojennej, Armii Terytorialnej, personelowi rezerwy i wszelkich innych legalnie ustanowionych formacji zbrojnych. Pielęgniarki służące w siłach zbrojnych również mogą być odznaczane tym medalem. Do otrzymania odznaczenia kwalifikują się także funkcjonariusze policji, w tym Central Armed Police Forces i Railway Protection Force. Medal może być również przyznany każdemu cywilowi według uznania rządu Indii.

## Projekt
Ashoka Chakra to okrągły medal o średnicy 34,9 mm. Na awersie znajduje się wizerunek Czakra Aśoki otoczony wieńcem świętego lotosu. Na rewersie widnieje nazwa odznaczenia wytłoczona w piśmie dewanagari na górze (अशोक चक्र) i po angielsku przy dolnej krawędzi (ASHOKA CHAKRA). Są one rozdzielone kwiatami lotosu po obu stronach. Medal jest przymocowany do prostokątnej zawieszki, która łączy go z jedwabną wstążką w kolorze ciemnozielonym z wąskim pomarańczowym paskiem pośrodku. Jeśli odznaczony otrzyma medal po raz kolejny, do wstążki dodawane są okucia.

## Odznaczeni
Do 2025 roku medal przyznano 86 osobom, z czego 68 pośmiertnie. Pierwszym odznaczonym był Havildar Bachittar Singh z armii indyjskiej, który otrzymał medal za udział w operacji Polo w 1948 roku. Porucznik Suhas Biswas był pierwszym członkiem indyjskich sił powietrznych upamiętnionym nagrodą w 1953 roku. Kapitan D. K. Jatar, który był pilotem zbombardowanego lotu Air India 300, był pierwszym cywilem odznaczonym tym medalem w 1955 roku. Dotychczas tylko dwie kobiety otrzymały medal Ashok Chakra: była to stewardesa Neerja Bhanot w 1987 roku oraz policjantka Kamlesh Kumari w 2001 roku odznaczone za działania podjęte kolejno podczas porwania samolotu Pan Am 73 i ataku na parlament Indii w 2001 roku.
Medal otrzymało dwóch cudzoziemców, byli to radzieccy kosmonauci Giennadij Striekałow i Jurij Małyszew odznaczeni w 1984 roku za misję Sojuz T-11, w której wziął udział również Rakesh Sharma, pierwszy Hindus w kosmosie. Spadochroniarz Sanjog Chhetri był najmłodszym odznaczonym; miał 20 lat, kiedy zginął podczas operacji antyterrorystycznej w Dżammu i Kaszmirze. Pułkownik Neelakantan Jayachandran Nair był jedynym odznaczonym zarówno Ashok Chakra, jak i Kirti Chakra, dwoma najwyższymi indyjskimi odznaczeniami wojskowymi przyznawanymi w czasie pokoju.